# Crocidura pachyura
Crocidura pachyura är en näbbmusart som beskrevs 1835 av Heinrich Carl Küster. Arten ingår i släktet Crocidura och familjen Soricidae. Inga underarter finns listade i Catalogue of Life.
Arten förekommer på Sardinien i Italien och på Balearerna i Spanien. Dessutom finns en population i Tunisien och Algeriet. Den senare lever i låga bergstrakter mellan 800 och 1000 meter över havet. Det antas att populationerna på öarna blev introducerade av människor. Habitatet varierar mellan klippiga områden med glest fördelad växtlighet, trädgårdar, jordbruksmark och buskskogar.

## Bildgalleri

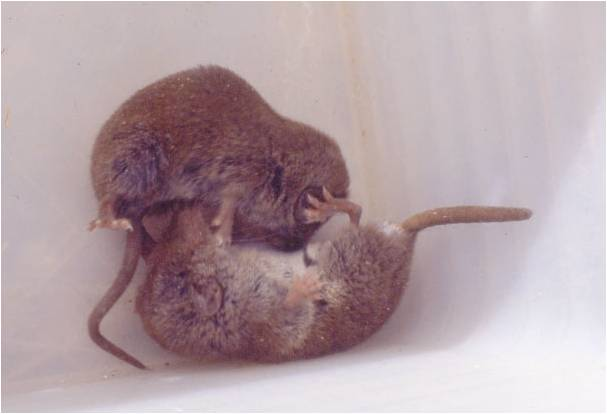